# ミールボーンズ

ミル・ボルヌ（Mille Bornes）あるいはミール ボーンズとは、カードゲームの一種で、1000マイル（またはkm）の自動車レースをするもの。2～6人で遊ぶ。1954年にフランスの Edmond Dujardin エドモン・デュジャルダンが考案し Joseph Le Callennec ジョゼフ・ル・キャルネックがイラストを描いたもの。

## 概要
フランス人エドモン・デュジャルダンが考案したカードゲームで、ゲーム名の「Mille Bornes　ミル・ボルヌ」の「mille ミル」はフランス語で「1000」の意味、「borne ボルヌ」とは、フランスの旧国道などの脇に定間隔で配置されていた距離を示すための石・石板のことで、しばしば「走行距離」と同義に用いられる言葉。つまりゲーム名は「1000km（走破）」という意味である。フランスの伝説的な旧国道7号線（Route nationale 7）の距離がおおよそ1000kmであったことにも因む。
まずフランスでヒットし、各国語バージョンが作られるようになった。2010年1月（までで）、1千万セットが製造（販売）された、という。
基本ルール
数字が書かれた《距離カード》を自分の場に出すことがその数字の距離だけ 走ることを意味し、1000(km)を他の人よりも早く走り抜けるレースを行う。
手持ちのカードで、相手を妨害したり、自分の障害を取り除いて、走行距離を伸ばしていく。
距離の合計が1000になった人（チーム）が出た時点、または、カードの山がなくなり、手持ちのカードもなくなった時点で、走行距離に応じた得点にボーナス点を加算した得点で勝敗を決める。
遊び方
1. カードをシャッフルし、各プレイヤーに6枚ずつ配る。残ったカードは山札とする。
2. 手番のプレイヤーはカードを1枚引き、以下のいずれかを行う。
  - 距離カードを出す。これは、自分の場に「速度制限」以外の《障害カード》がなく、「進め」カードがある場合にしかできない。「速度制限」カードがある場合、制限速度以下の距離カードしか出すことができない。（出した距離カードは右図のように各距離数ごとに整頓して並べる）
  - 《保障カード》を出していない相手に《障害カード》を出す。
  - 自分の場にある障害カードに《対策カード》を使用する。
  - 保障カードを出す。
  - 「進む」カードを出す。
  - 上記のどれもできない場合、カードを1枚捨てる。
3. 誰かの距離カードの合計が1000を超えるか山札がなくなるまで 2.を繰り返す。

## カードの種類
《障害カード》
相手の走行を妨害するカード。
「ガス欠」「パンク」「事故」「止まれ」「速度制限」がある。
《対策カード》
障害に対処するカード。障害を取り除くことができる。
「ガソリン」「スペアタイヤ」「修理」「進め」「制限終了」がある。
《保障カード》
保障の対応する障害を、その回が終了するまで受けないカード。
「予備タンク」「パンク防止」「ドライビングエース」「通行権」がある。
《距離カード》
自分の場に進めカード、または通行権カードがあれば、距離カードを出すことができる。
（走行）距離には「25」「50」「75」「100」「200」(km)の5種類がある。